# Cuscohygrin
Cuscohygrin ist ein Pyrrolidin-Alkaloid und ein Congener des Hygrin, das in Koka (Erythroxylum coca) vorkommt. 

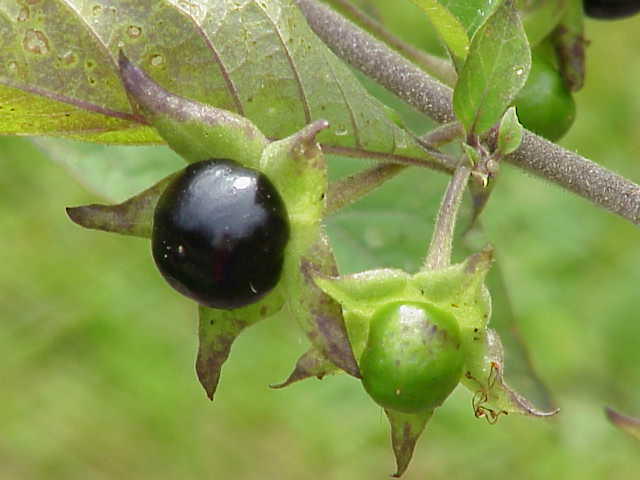
Die giftigen schwarzen Beeren der Schwarzen Tollkirsche (ein Nachtschattengewächs)

 Es kann auch aus Pflanzen der Familie der Nachtschattengewächse (Solanaceae) gewonnen werden, einschließlich der Schwarzen Tollkirsche (Atropa Belladonna), Großblütiger Stechapfel (Datura Innoxia) und Gemeiner Stechapfel (Datura Stramonium). Cuscohygrin tritt normalerweise zusammen mit anderen, stärkeren Alkaloiden wie Atropin oder Kokain auf.
Natürliches Cuscohygrin stellt eine Mischung aus der meso-Form (2R,2′S) und der racemischen Form (2R,2′R bzw. 2S,2′S) dar. Es wurde zuerst 1889 von Carl Liebermann aus Cocablättern isoliert.

## Gewinnung und Darstellung
Es sind mehrere Syntheseverfahren von Cuscohygrin bekannt. So liefert die Kondensation von Acetondicarbonsäure mit zwei Molekülen von γ-Methylaminobutyraldehyd bei einem pH-Wert von 7 eine hohe Ausbeute von Cuscohygrin.